# Football Club Avenir Beggen
O Football Club Avenir Beggen (ou simplesmente Avenir Beggen) é um clube de futebol de Luxemburgo, da cidade de Luxemburgo. Foi fundado em 1915, após a invasão de tropas alemãs ao país em agosto do ano anterior, durante a Primeira Guerra Mundial.
O clube foi fundado em 1915 como Étoile Sportive Beggen, mudando pouco depois seu nome para FC Avenir Beggen por já existir um time com o nome anterior em Luxemburgo. Em 1940, eles novamente alteraram a identidade, para SV 1915 Beggen, porém, em 1944, o clube foi renomeado em definitivo para FC Avenir Beggen. 
O Avenir Beggen disputava a Divisão Nacional de forma consecutiva, sem ser despromovido, desde 1965-66. No entanto, na temporada 2005-06, foi rebaixado. Em sua temporada pela Segunda Divisão, o Avenir conquistou de volta o acesso ao primeiro escalão luxemburguês, mas na temporada 2008-09, voltou a ser despromovido após terminar na 14ª colocação a primeira divisão.
Em 2010-11, o Avenir Beggen foi rebaixado para a Terceira Divisão, tendo retornado ao segundo escalão em 2015-16. Naquela edição, terminou na zona de playoffs para o rebaixamento, mas se salvou da despromoção após derrotar por 4-1 o Alisontia Steinsel em jogo único. Contudo, na temporada seguinte, o time voltou à terceira divisão após campanha de 1 única vitória em 26 rodadas. Desde então, o Avenir Beggen nunca retornou às divisões superiores do futebol de Luxemburgo.

## Títulos
- Division Nationale: 1968–69, 1981–82, 1983–84, 1985–86, 1992–93, 1993–94
- Coupe de Luxembourg: 1982–83, 1983–84, 1986–87, 1991–92, 1992–93, 1993–94, 2001–02[2]

## Retrospecto em competições europeias
O Avenir Beggen se qualificou 16 vezes para competições continentais realizadas pela UEFA.
A equipe ganhou, na história, apenas quatro rodadas (ou chaves) de competições europeias, as quais incluem a Liga dos Campeões da UEFA, a atual modernizada Copa da UEFA e a extinta Taça dos Clubes Vencedores de Taças. (No entanto somente duas foram por critérios técnicos.)
- Na temporada 1974–75, o adversário na primeira fase da Taça dos Clubes Vencedores de Taças, o time cipriota Enosis Paralimni, acabou desistindo de competir devido a uma crise no país que acontecia no momento.
- Na mesma competição, na temporada 1992–93, o Avenir Beggen ganhou do time feroês B36 Tórshavn por 2-1 no agregado na fase pré-eliminatória; porém foi derrotado na primeira etapa oficial do torneio pelo agregado de 5-1, para o Spartak Moscou.
- Na Copa da UEFA de 1990-91 o Avenir chegou a ganhar uma partida da chave que eventualmente perderia no agregado contra o FK Senica. Uma vitória em casa por 2-1 não foi o suficiente para a qualificação para a chave seguinte, já que o time acabou perdendo por 5-0 na Eslováquia.
- Na Copa da UEFA de 1995-96 (hoje conhecida como Liga Europa), o Avenir foi premiado com uma vitória de 3-0 sobre o Örebro, na segunda partida, depois de ter sido conspirado que os suecos teriam posto em campo um jogador inelegível.

Em 1969, o Avenir Beggen ganhou seu primeiro título doméstico após desempate por saldo de gols contra o Jeunesse Esch.  Graças ao título, o clube pôde ineditamente se classificar para a Liga dos Campeões da UEFA, onde enfrentaria o gigante italiano Milan. Porém a equipe foi bem inferior no agregado, perdendo por 8-0 após uma derrota por 3-0 em casa e outra por 5-0 na Itália.
Outro sucesso para o Avenir Beggen, em setembro de 1975, foi quando o clube jogou sua primeira rodada na Copa da UEFA, contra o Porto, após decreto de W.O. por parte do adversário Enosis Paralimni na primeira fase. Mas o placar agregado terminou em 10-0 para os portugueses, com derrota por 7-0 em Portugal e por 3-0 em Luxemburgo.
Na Taça dos Clubes Vencedores de Taças de 1983-84, o Avenir marcou seu primeiro gol legítimo em competições internacionais da UEFA. No jogo de volta da primeira rodada, contra o Servette, disputado em solo luxemburguês, Gilbert Dresch registrou seu nome na história do clube ao fazer o gol de honra da derrota por 5-1 que ainda sucederia naquela partida. 
Por outro lado, na Liga dos Campeões da temporada seguinte, a equipe de Luxemburgo fez aquela que foi sua pior campanha em competições europeias. O Avenir Beggen se despediu na primeira fase do torneio após perder pelo agregado de 17-0 para o IFK Gotemburgo. Foi uma derrota de 8-0 em casa e outra de 9-0 na Suécia.
Mas em 1994-95, o Avenir fez sua verdadeira história. Naquela edição da Liga dos Campeões, na rodada qualificatória, a equipe enfrentou o poderoso Galatasaray, e na partida de ida, disputada em Luxemburgo, Mikhail Zaritskiy marcou o primeiro e único gol dos Wichtelcher em uma Champions League. A partida se encerrou com vitória por 5-1 dos turcos, placar que se estendeu por 9-1 no agregado.
Em 2002-03, o Avenir Beggen marcou sua última presença em uma competição internacional. Naquela edição da Copa da UEFA, o time enfrentou o Ipswich Town em duas partidas pela fase qualificatória do torneio. O placar agregado final foi de 9-1 para os ingleses.
Com isso, o retrospecto do Avenir Beggen em competições europeias inclui 12 gols marcados e 142 sofridos em 36 jogos disputados, com 3 vitórias, 3 empates e 30 derrotas, o que concede à equipe um saldo de -130 gols no histórico e, portanto, a fama de pior time a já ter jogado uma UEFA Champions League.